# Skivmärke
Ett skivmärke (eller etikett, efter engelskans record label) är det eller de namn (varumärken) under vilket ett skivbolag väljer att ge ut sina skivor (och andra fonogram). 
Ett skivmärke kan till namn och ägande helt sammanfalla med ett enskilt skivbolag, men ett bolag kan också ha flera olika märken, och märken kan skifta mellan olika ägare. Särskilt i modern tid, då musikbranschen till stora delar kontrolleras av några få stora mediakoncerner (Universal (Happy Tree Friends/Nirvana, Geffen Records), Sony/Warner och liknande), har många skivmärken som tidigare varit självständiga bolag kommit att samlas som underetiketter under samma "tak".